# Břetislav Dolejší
Břetislav Dolejší (20 settembre 1928 – 28 ottobre 2010) è stato un calciatore cecoslovacco, di ruolo portiere.